# 熊季芳
熊季芳（？—？），榜名楊季芳，廣東廣州府南海县人，明朝政治人物。

## 生平
成化七年（1471年）辛卯科廣東鄉試第二名舉人，二十年（1484年）甲辰科三甲進士。授池州府东流县知县，为政简易，吏惮民怀。招抚流民，复业者一百四十二户，出俸赎还饥民子女十有七人，邑人德之。弘治年间任江西九江府同知。到任刚月余，丁外艰去職。服闋，终养老母于家，卒年九十有六。

## 家族
曾祖父楊朝達。祖父楊德貴。父亲楊彥禎。兄楊孟芳，字景春，天顺丁丑进士，官户部主事。侄子熊一源，弘治乙卯舉人；熊一渶，弘治己未進士，累官副都御史、大理寺卿，巡抚贵州时，尝题请开科广额，以平寇功，荫子廷翰太学生。曾孙熊九畴，嘉靖甲子舉人。